# Каштелу-Бранку (Могадору)
Каштелу-Бранку (порт. Castelo Branco) — район (фрегезия) в Португалии, входит в округ Браганса. Является составной частью муниципалитета Могадору. По старому административному делению входил в провинцию Траз-уж-Монтиш и Алту-Дору. Входит в экономико-статистический субрегион Алту-Траз-уш-Монтеш, который входит в Северный регион. Население составляет 540 человек на 2001 год. Занимает площадь 54,57 км².